# ILife
iLife je paket petih računalniških programov za urejanje multimedijskih vsebin, ki ga izdeluje podjetje Apple Inc. Ilife sestavljajo: iWeb, iMovie, iPhoto, iDvd in Garage Band. Priložen je vsakemu Macu in deluje samo na operacijskem sistemu Mac Os X.
Zadnja različica je iLife 11.